# Fædder
Fædder er en uddød dansk borgerslægt, der også havde en adelig gren. Fædderne angives at være af en købmandsslægt i Aarhus, men skal ellers være af skotsk oprindelse.

## Våben
Skjoldet delt, i 2. felt en af en kronet, hvid slange omslynget gylden pille, bærende en guld lilje i rødt; i 1. felt en på grøn jord stående hvid struds i blåt; på hjelmen tre hvide strudsfjer.

## Historie
Jens Tyrrestrup og Maren Hansdatter Fædder var forældre til Bertel Fædder (1692-1751), der var købmand i Horsens. Bonden Jørgen Pedersen Fædder (1685-1724) og Maren Mouritsdatter Høyer (1675-?) fra Horsens var forældre til Christian Fædder (1712-1793), der blev en forhadt borgmester og politimester i København. Hans søn Frederich Fædder (1748-1782) blev justitsråd og rådmand i København. Han var ugift.
Maren Hansdatter Fædder havde brødrene Bertel Hansen Fædder og Peder Hansen Fædder. Sidstnævnte var fader til Hans og Jørgen Fædder. Hans Fædder (1689-1753) ejede hovedgården Refsnæs, som hans enke, Mette Cathrine Bay, i 1765 skødede til den ældste af sine stedsønner, Jens Jørgen Fædder (1735-1798), og det gjorde hun med denne motivering: "Jeg Mætte Catrine Bay sal.[salig] Hans Fædders efterleverske til Refsnæs kender og hermed vitterliggør, at eftersom min gode sal. Mand afgl. Hans Fædders Ynske, Attro og særdeles hans sidste Villie stedse gik derhen, at Refsnæs med underliggende Tiender og Gods, som han ved sin Flid og Møje haver indkiøbt og samlet og af et øde og arm Gods med anselig Bekostning bragt i nogenledes Stand, ikke skulde komme i fremmedes Eje, men at hans søn Jens Jørgen Fædder maatte høste Frugt af hans Vindskibelighed og efter ham nyde Godset, imod at hans øvrige 2de Børn for deres Part bekom Penge".
Jens Jørgen Fædder blev etatsråd, og 27. maj 1785 blev han adlet som de Fædder med ovenstående våben.
Han var gift med Anne Marie Dorothea Charisius (1747-1794) fra Constantinsborg, og hendes navn antog han sig og kaldte sig i sine sidste år Fædder Charisius. Hans søn var Hans Friderich de Fædder (1769-1829), som arvede stamhuset Constantinsborg og derfor ændrede navn til Fædder-Charisius, og som i 1799 blev tysk-romersk rigsgreve. Han døde barnløs, og den adlede slægt uddøde derfor med ham.
Slægtens våben findes i Danmarks Adels Aarbog 1921, tegnet af Friedrich Britze.